# Ole E. Barndorff-Nielsen
Ole Eiler Barndorff-Nielsen (født 18. marts 1935 i København, død 26. juni 2022) var en dansk statistiker uddannet fra Aarhus Universitet. Han gjorde store bidrag inden for flere videnskabelige områder, herunder statistik, sandsynlighedsteori, økonometri og teoretisk fysik.
Efter studier i matematik og aktuarvidenskab ved Københavns Universitet, blev Barndorff-Nielsen i 1960 uddannet fra det nyoprettede (i 1954) Institut for Matematik ved Aarhus Universitet, hvor han samme år blev ansat som adjunkt. Her etablerede og opbyggede han en stærk gruppe af forskere inden for statistik, sandsynlighedsteori og beslægtede områder, som han ledte i de næste 45 år. Han var en af de mest citerede og indflydelsesrige forskere inden for stokastik med mere end 200 videnskabelige artikler og otte lærebøger skrevet med mere end 80 medforfattere. Hans videnskabelige produktion var omfattende, som det fremgår af den korte gennemgang nedenfor af nogle af hans vigtigste bidrag. Selv i en høj alder var han ivrig efter at studere nyudviklede områder inden for statistik og sandsynlighedsteori. For eksempel igangsatte og udviklede han teorien om ambit stokastik sammen med sine samarbejdspartnere i de sidste ti år af sit liv.
Måske er Barndorff-Nielsens mest vidtrækkende indflydelse hans mange bidrag til finansiel økonometri. Bl.a. Barndorff-Nielsen-Shephard-modellen, hvor den stokastiske volatilitet blev modelleret ved summer af Lévy-drevne Ornstein-Uhlenbeck-processer, og banebrydende statistiske metoder til højfrekvente finansielle tidsrækker. Meget af dette arbejde blev udført i samarbejde med Neil Shephard.
Barndorff-Nielsenvar fascineret af udfordringerne og perspektiverne ved at udvikle en alternativ teori for sandsynlighed baseret på Voiculescus koncept om fri uafhængighed i stedet for det klassiske koncept, og han bidrog vigtigt til teorien om uendelig opdeling og Lévy-processer i fri sandsynlighed. Samtidig bidrog Barndorff-Nielsen, i samarbejde med Richard Gill og Peter Jupp, til statistisk slutning for kvanteeksperimenter og introducerede kvanteanaloger af centrale klassiske statistiske begreber.
Tidligt i sin karriere bidrog Barndorff-Nielsen væsentligt til den eksakte teori om eksponentielle familier og statistikkens grundlæggelse, især sufficiens og betinget inferens. Hans bog "Information and Exponential Families in Statistical Theory" er stadig en hovedreference. I 1977 introducerede han klassen af generaliserede hyperbolske fordelinger og formaliserede dermed heuristiske idéer fra Brigadier Ralph Alger Bagnold om størrelsesfordelingen af sand. Disse fordelinger har vist sig at være meget nyttige, for eksempel inden for turbulens og finans.
Senere bidrog Barndorff-Nielsen væsentligt til den asymptotiske teori for statistik, hans vigtigste bidrag er nu kendt som Barndorff-Nielsens formel, som han selv kaldte p*-formlen. Den giver den betingede fordeling af den maksimale likelihood-estimator givet en omtrentlig tilfældig statistik og generaliserer en formel af R.A. Fisher. Han samarbejdede tæt med Sir David Cox om den asymptotiske teori. I denne periode var Ole også involveret i undersøgelsen af, hvilke indsigt man kunne få ved at anvende differentialgeometriske værktøjer til statistiske modeller, som under svage regelmæssighedsbetingelser er Riemannske manifold. En af hans vigtigste bidrag var den observerede Riemannske geometri af en statistisk manifold.
Sent i sit liv vendte Barndorff-Nielsen tilbage til sin tidligere interesse for turbulens på en meget original måde ved at udvikle en ny modeltype, som han kaldte ambit-processer, hvor tilstanden gives som en integral af en såkaldt Lévy-basis over en ambit-sæt. Dette er sættet af punkter i rum-tid, som antages at påvirke den nuværende tilstand. Ambit-processer har også fundet anvendelse inden for andre forskningsområder, f.eks. vækstmodellering og hjernebilleddannelse. I samarbejde med en gruppe unge sandsynlighedsteoretikere udviklede Barndorff-Nielsen også et nyt livligt område inden for sandsynlighedsteori, som han kaldte ambit-stokastik.
Barndorff-Nielsen var en af de vigtigste personer blandt dem, der var involveret i opbygningen og udviklingen af Institut for Matematik ved Aarhus Universitet. Han spillede også vigtige roller i to danske National Research Foundation-centre for excellence. Han var en visionær videnskabelig direktør for MaPhySto, som havde en varig effekt på dansk matematik. Senere spillede han en central rolle i økonometricentret CREATES, hvor han initierede flere tværfaglige samarbejder.
Barndorff-Nielsen var medlem af Videnskabernes Selskab og Academia Europaea. Han modtog æresdoktorater ved Université Paul Sabatier i Toulouse og ved Katholieke Universiteit Leuven. I 1993-1995 var han præsident for Bernoulli Society for Mathematical Statistics and Probability. Han var redaktør for International Statistical Review i 1980-1987 og for tidsskriftet Bernoulli i 1994–2000. Fra 1. april 1998 til 31. marts 2003 var han Scientific Director ved Centre for Mathematical Physics and Stochastics, en institution til fremme af avancerede studier indenfor matematisk fysik og stokastik mv.
Han modtog i 2001 Humboldtprisen for sit arbejde og i 2010 en pris ved Aarhus Universitet. I 2014 modtog han Rigmor og Carl Holst-Knudsens Videnskabspris som anerkendelse af hans livslange bidrag.